# Prionomelia localis
Prionomelia localis är en fjärilsart som beskrevs av Frederick H. Rindge 1972. Prionomelia localis ingår i släktet Prionomelia och familjen mätare. Inga underarter finns listade i Catalogue of Life.